# Sept-Meules
Sept-Meules é uma comuna francesa na região administrativa da Normandia, no departamento de Sena Marítimo. Estende-se por uma área de 8,24 km². Em 2010 a comuna tinha 187 habitantes (densidade: 22,7 hab./km²).